# Markt 11 (Greifswald)

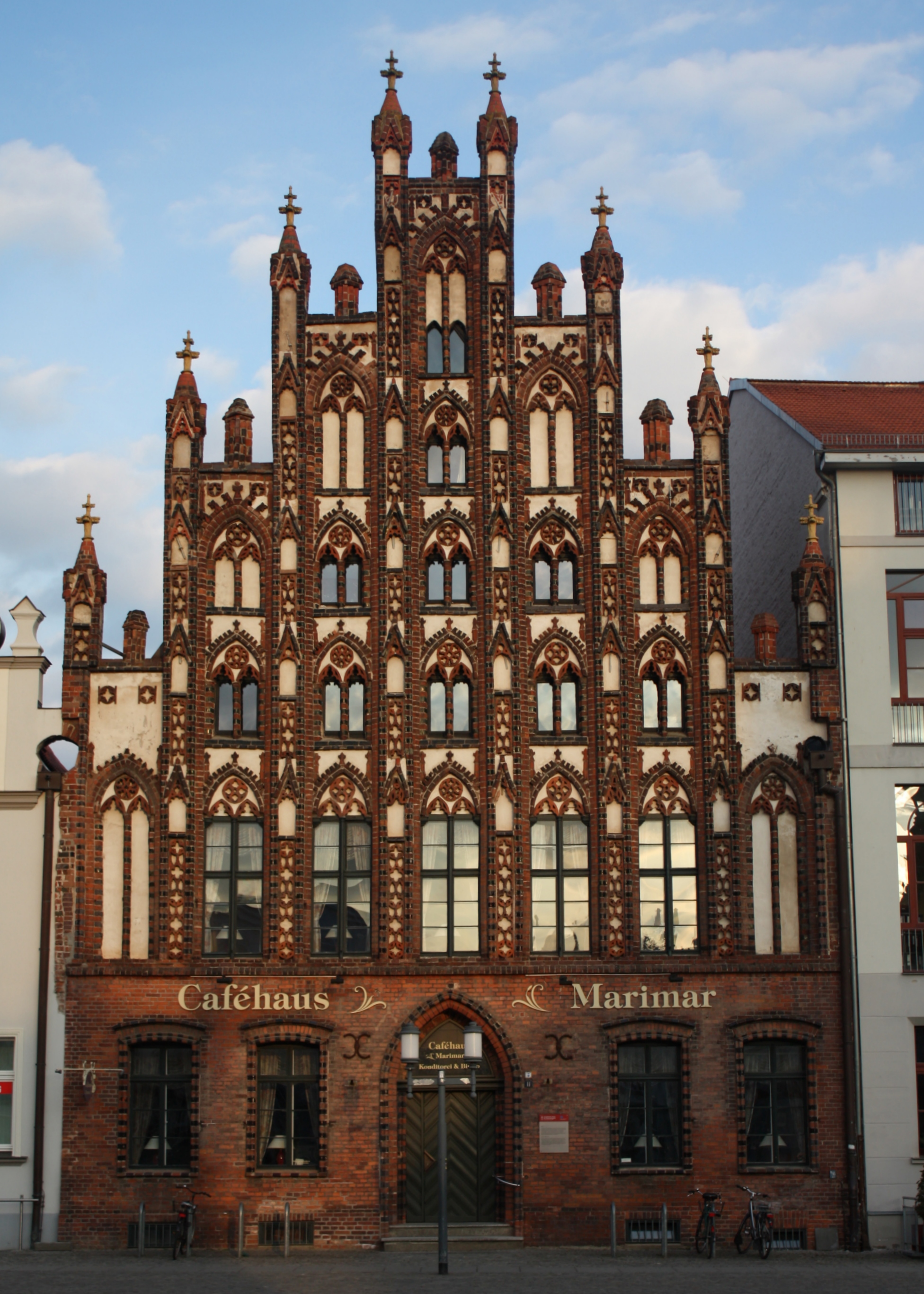
Markt 11

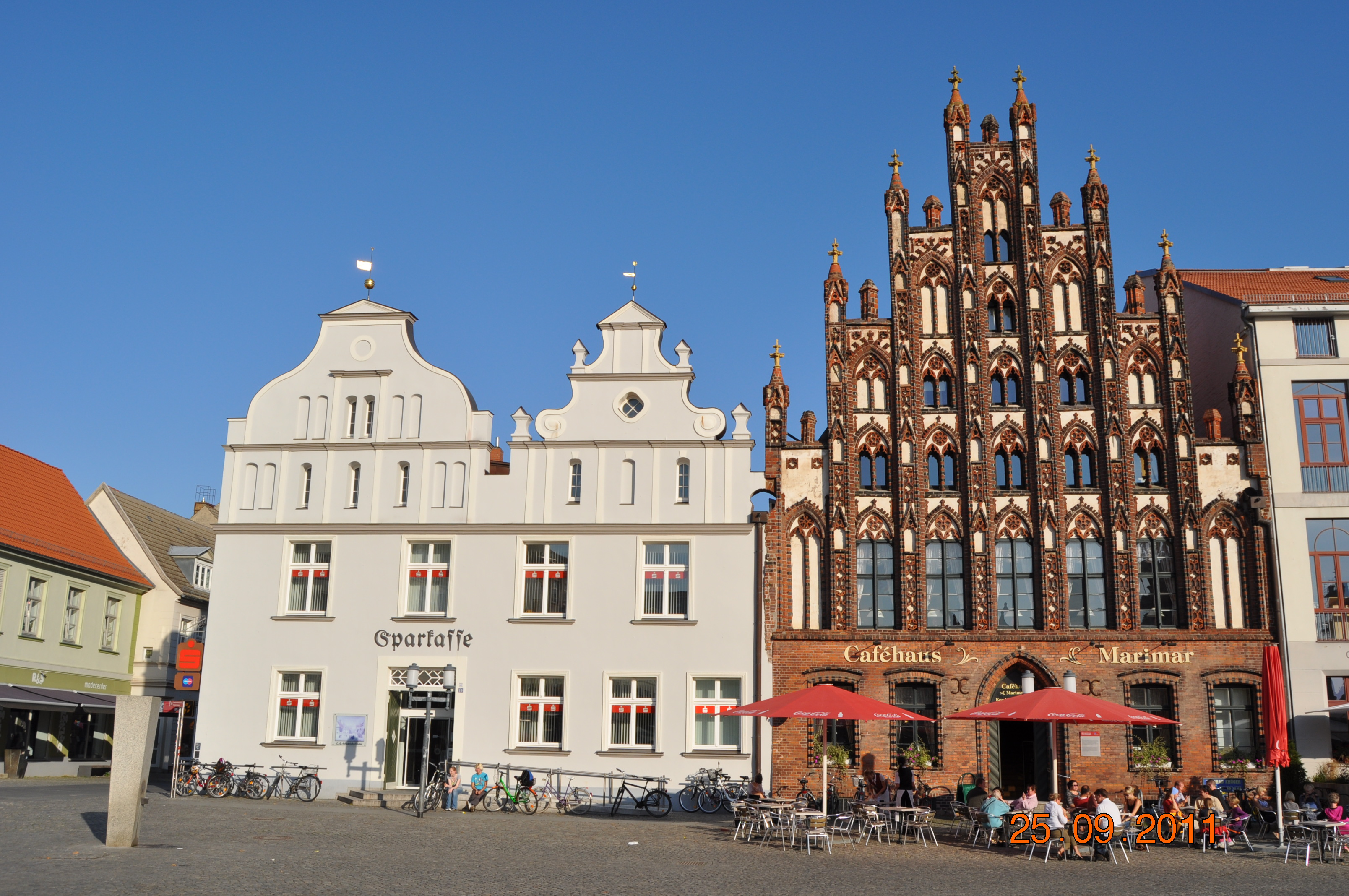
Der Komplex des ehemaligen Kreishauses Greifswald Markt 10 u. 11

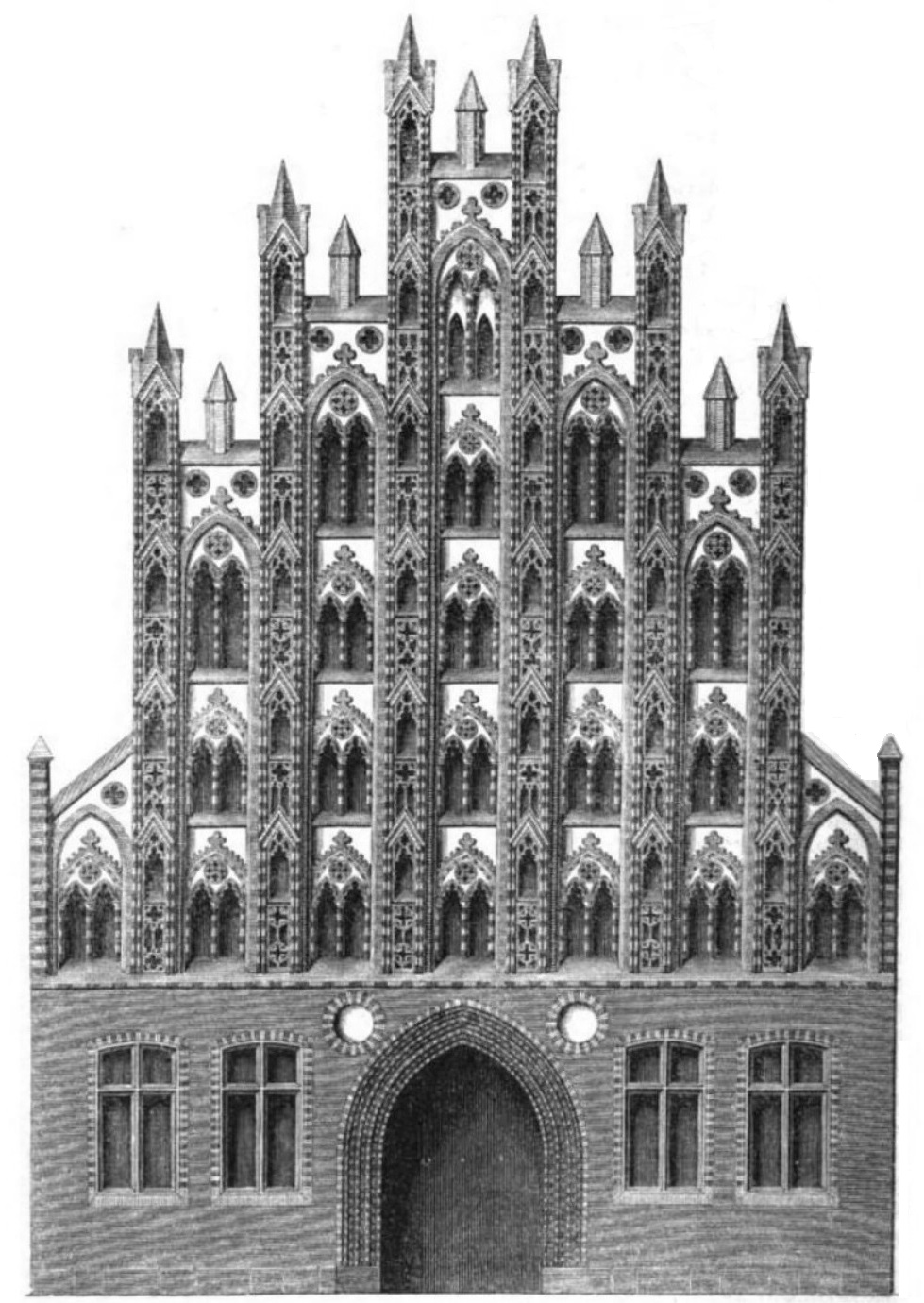
Zeichnung der ursprünglichen Fassade vor dem Umbau

Das Giebelhaus Markt 11 ist ein denkmalgeschütztes Bürgerhaus in der Altstadt von Greifswald. Mit seinem schmuckreichen Schaugiebel gehört das Wohnspeicherhaus zu den bedeutendsten Bauten der Backsteingotik in Norddeutschland. Es wird heute gastronomisch genutzt als Caféhaus Marimar.

## Geschichte

### Bürgerhaus
Das Gebäude befindet sich im nördlichen Teil der Ostseite des Greifswalder Marktplatzes. Das Grundstück war bereits im späten 13. Jahrhundert bebaut, zwischen den Brandmauern aus dieser Zeit wurde das Haus Anfang des 15. Jahrhunderts errichtet, der Schaugiebel wahrscheinlich nach 1400. Es wird dem Einfluss von Hinrich Brunsberg zugesprochen, der die mittelalterliche Backsteingotik im östlichen Norddeutschland prägte. Das Haus gehörte im 14. und 15. Jahrhundert der Familie Rubenow, die mehrere Bürgermeister der Stadt stellte. Im 17. Jahrhundert war das Haus im Besitz der Familie Wolffradt und ging später an die Familie Corswant. 1762 erwarb der Weinhändler Diek das Haus.
Mitte des 19. Jahrhunderts war der Senator und Kaufmann Carl Engel, dessen Mutter eine geborene Diek war, Besitzer des Hauses. Nach einer 1847 von Georg Gottfried Kallenbach veröffentlichten Zeichnung der gesamten Fassade als Vorlage ließ Engel durch den Stadtbaumeister Moritz Friedrich Becherer einen Umbau des Erdgeschosses durchführen. Bei dieser vermeintlichen Rekonstruktion 1855/1856 erhielt die Fassade im Erdgeschoss eine im Gegensatz zum oberen Teil flächige neugotische Gestalt und die bisherige hohe Diele im Inneren wurde aufgegeben. 1865 kam das Haus an die Familie Vahl.

### Kreishaus
Es ist davon auszugehen, dass der Kreistag ab 1912, nach Beendigung der Bauarbeiten, seine Sitzungen im oberen Saal des Nachbarhauses Markt 10 abhielt. Zugleich dienten die Räume im Erdgeschoss der Kreissparkasse als Geschäftsräume. Möglicherweise wurde Markt 11 für das Landratsamt angemietet. Ab 1926 ergab sich dann der Kauf des Hauses Markt 11. Dieses wurde bis 1930 für die Belange des Landratsamtes umgebaut, so durch den Einbau einer repräsentativen Treppe. Der Sitzungssaal aber verblieb im Haus 10 und somit auch der Wappenfries. Dieser Zustand blieb bis nach Ende des Zweiten Weltkriegs erhalten.

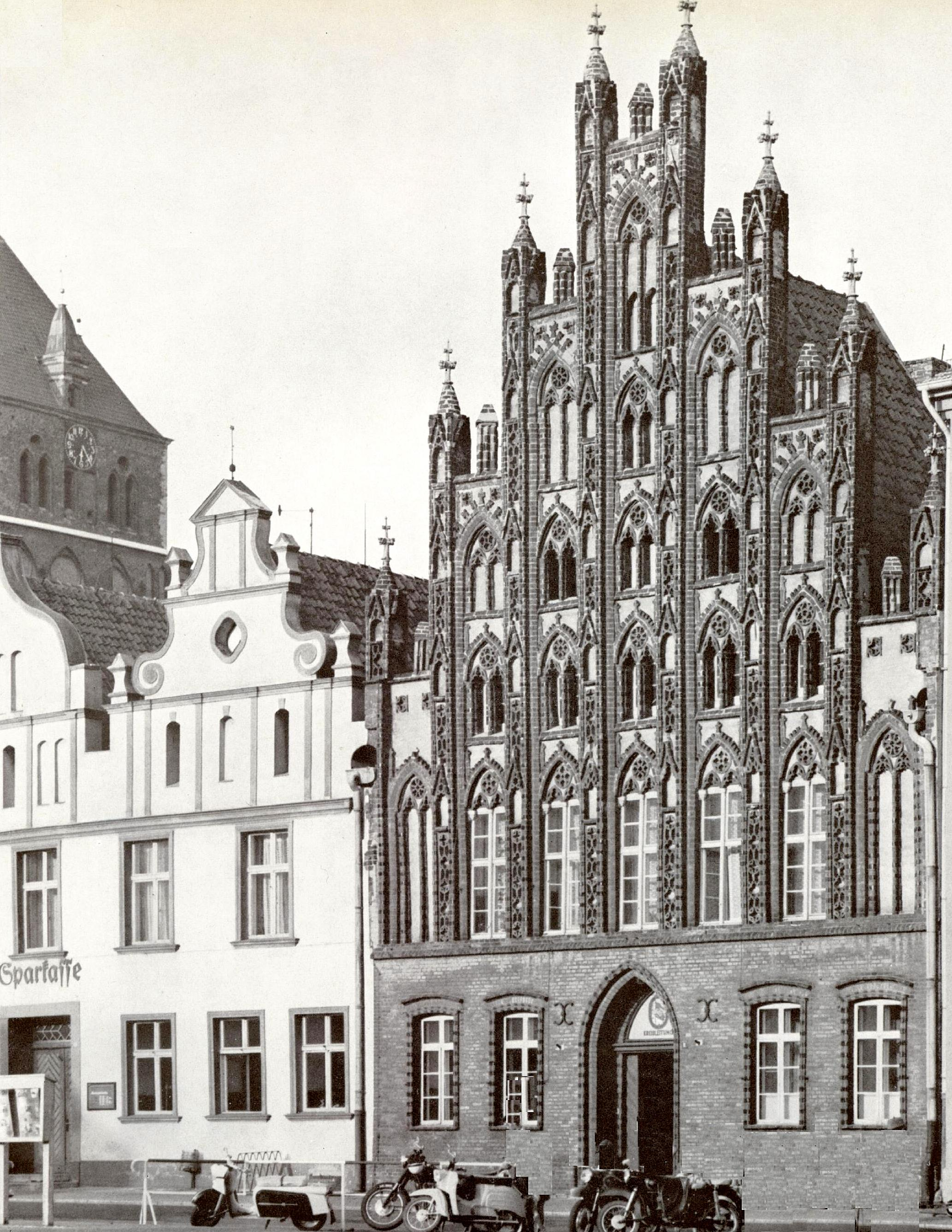
Gotisches Giebelhaus Greifswald Markt 11 um 1965

### Nach 1945
1945 wurde das Haus Sitz der Kreiskommandantur der Sowjetarmee. Das Landratsamt, jetzt Rat des Kreises, zog in die Kaserne am Nexö-Platz. Zu DDR-Zeiten wurden Markt 10 (oben) und 11 überwiegend als Sitz der SED-Kreisleitung genutzt. In den Jahren 1957, 1981 und nach der Wende fanden Instandsetzungsarbeiten statt. In den 1990er Jahren wurde der Hofbereich neu bebaut. Erd- und Obergeschoss werden von einer gastronomischen Einrichtung genutzt.

## Gebäude
Der markante Schaugiebel der Marktfassade des Gebäudes ist als Pfeiler-Stufen-Giebel ausgeführt, einer Sonderform des Staffelgiebels. Dabei wechseln sich kantonierte Pfeiler, die mit vertikalen Maßwerkbändern geschmückt sind, mit zurückliegenden Hochblendfeldern ab. Auf dem Giebelumriss wechseln sich Türmchen und Fialen ab. Die Fialen tragen neugotische Kreuzblumen. Geschossweise symmetrisch angeordnet sind die Doppelluken und die diesen ähnlichen Doppelblenden, jeweils überfangen von einem krabbenbesetzten Spitzbogen. Die optische Wirkung der reich gegliederten Fassade wird durch den Wechsel von grün glasierten Formsteinen mit unglasierten verstärkt. Die unglasierten Formsteine, die für die Pfeiler, die Abschlüsse von Doppelluken und -blenden sowie die maßwerkgefüllten Rosetten benutzt wurden, sind sehr aufwändig und kleinteilig profiliert. An der Südseite des Camminer Doms befindet sich eine ungefähr zur gleichen Zeit entstandene Maßwerkgalerie mit identischen Formsteintypen.
Das eigentliche Haus hinter der Fassade ist ein zweigeschossiger Bau mit Satteldach und einem Fachwerkgiebel zur Hofseite. Die Dachkonstruktion und der Fachwerkrückgiebel stammen aus der Zeit um 1700. Von den mittelalterlichen und frühneuzeitlichen Binnenstrukturen und Ausstattungen ist wegen zahlreicher Umbauten sehr wenig erhalten. Der monumentale Treppenaufgang im Inneren entspricht mit seinen vollständig vertäfelten Wänden und imitiertem spätgotischen Faltwerk der Stilistik der 1930er Jahre. Bildschnitzereien in Form von zehn Flachreliefs zeigen Alltagsszenen aus dem Leben einfacher Leute und verschiedene regionale Bezüge. Weitere Schnitzereien befinden sich über zwei Türen im Obergeschoss.

## Wappenfries
Im größten Raum im südlichen Teil des Obergeschosses befinden sich an den Wänden die Einzelteile eines Wappenfrieses aus dem 19. Jahrhundert.
In Schwedisch-Pommern wurde 1806 eine Verwaltungsreform begonnen, bei der die bisherigen Distrikte aufgelöst und vier Ämter gebildet wurden, die ab 1810 als Kreise bezeichnet wurden. Dabei entstand der Kreis Greifswald aus dem Greifswalder und dem Wolgaster Distrikt. Der Verwaltungssitz soll sich laut Stadtarchiv Greifswald zuerst in der Steinbeckerstraße befunden haben. Um 1880 wurde das Kreishaus in der heutigen Bahnhofstraße 46/47 (jetzt Kunstinstitut der Universität Greifswald) etabliert. Dort kam es auch zur Bildung der kreiseigenen Sparkasse. Im Sitzungssaal des Kreishauses wurde ein Wappenfries der ständischen Mitglieder, bestehend aus den 24 Wappen der Gutsherren und 3 Wappen der Städte installiert. Dieser Fries ist aus Holz geschnitzt und mit barockisiertem Rankenwerk umgeben. Die Wappen sind farblich gestaltet nach den originalen Wappenfarben. Wie dieser Fries angeordnet war, ist nicht überliefert. Auch die Herstellungszeit ist nicht bekannt, lässt sich aber anhand der Daten der Güter und ihrer Besitzer auf die Zeit zwischen 1877 und 1892 einengen. Wahrscheinlich gehörte auch das Stadtwappen von Greifswald dazu, denn die Stadt wurde erst 1913 kreisfrei. Da der Fries später mehrmals umgesetzt wurde, wurde er in mehrere Teile zerlegt.
Einige Jahre nach dem Einzug der SED-Kreisleitung wurde der Fries demontiert und dem Stadtmuseum übergeben, aber nicht ausgestellt. Als der Wappenfries nach 1990 wieder der Öffentlichkeit gezeigt werden sollte, war der bisherige Ort im Saal des Hauses Markt 10 von der Sparkasse belegt. 1994 ergab sich die Möglichkeit im Haus Markt 11, in das ein Café eingezogen war, im größten Raum im Obergeschoss den Fries zu installieren. Dort ist er jetzt der Öffentlichkeit als Leihgabe des Pommerschen Landesmuseums zugänglich.

Wappenfries
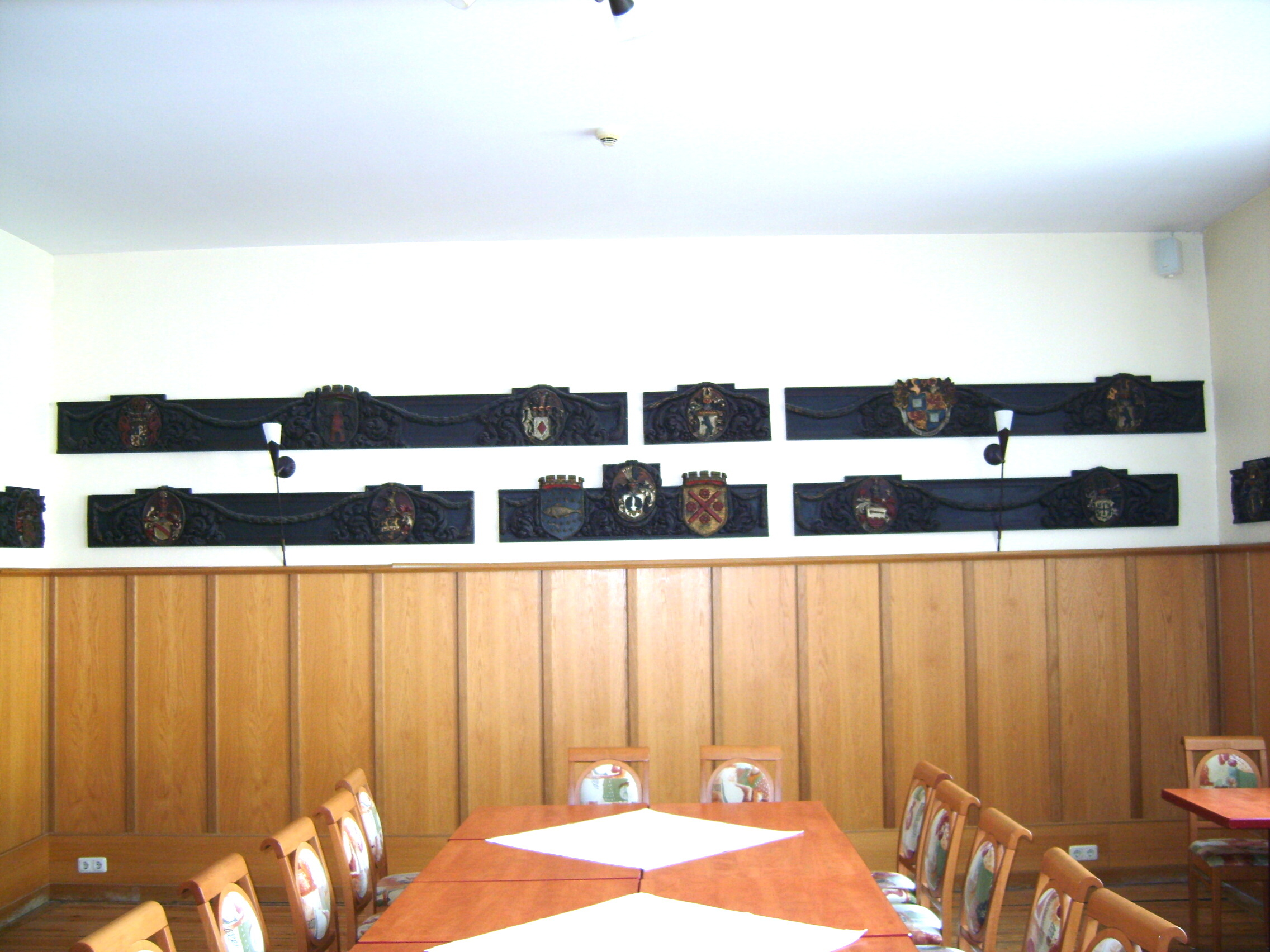
Teil des Wappenfrieses im ehemaligen Kreishaus Greifswald
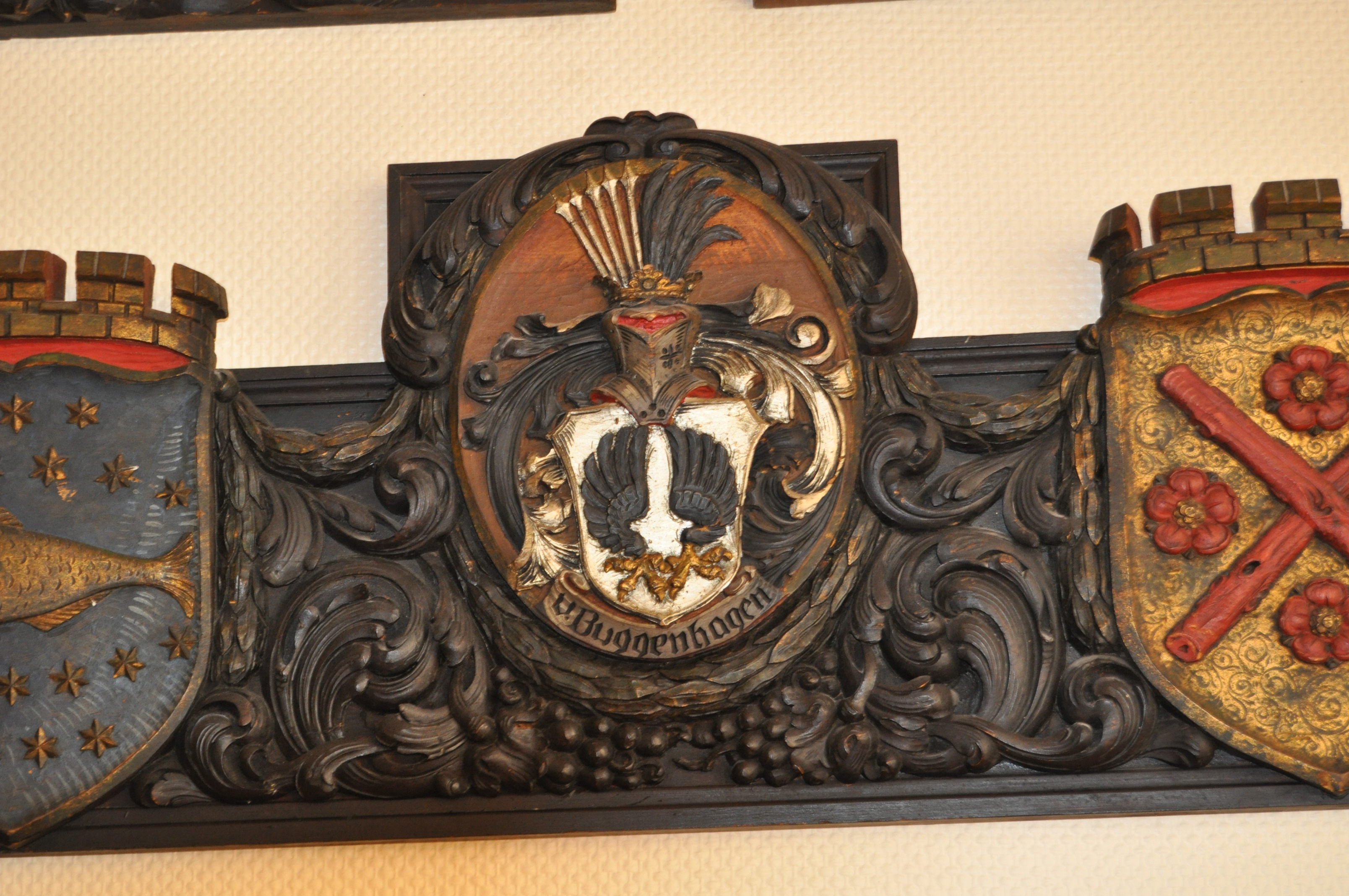
Wappendetail im Kreishaus – erhöht – Kreisvorsitzender Buggenhagen
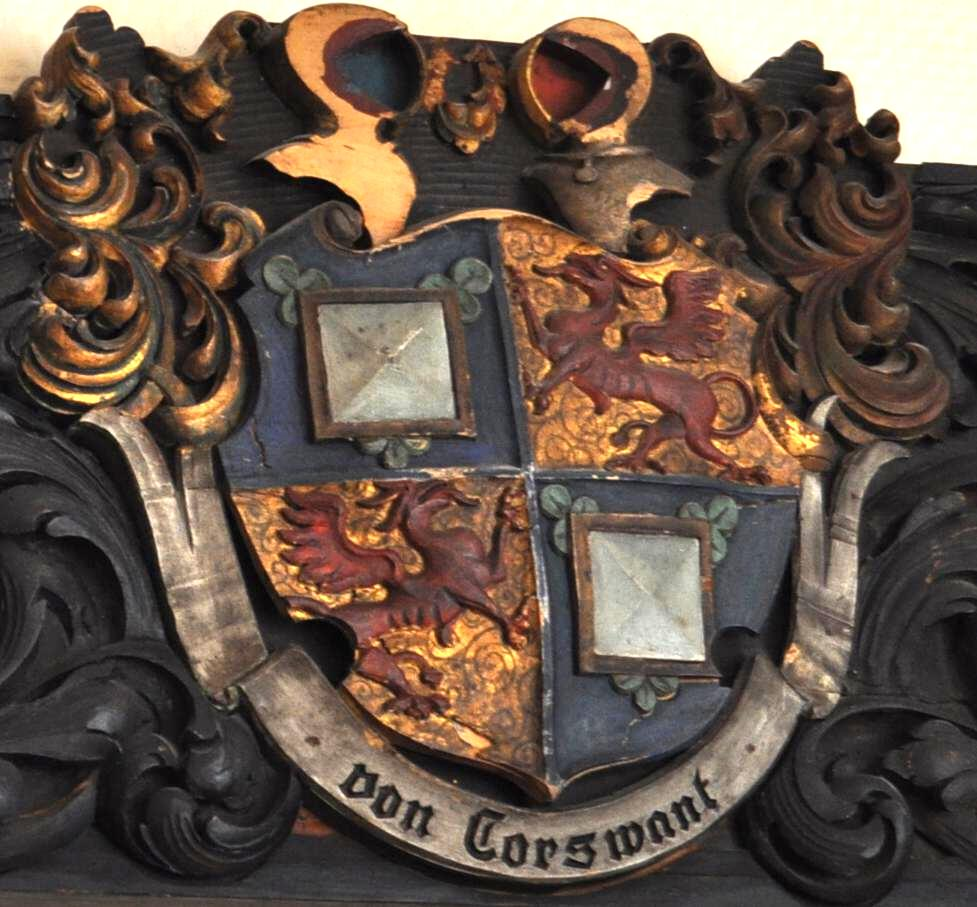
Wappen der Familie von Corswant
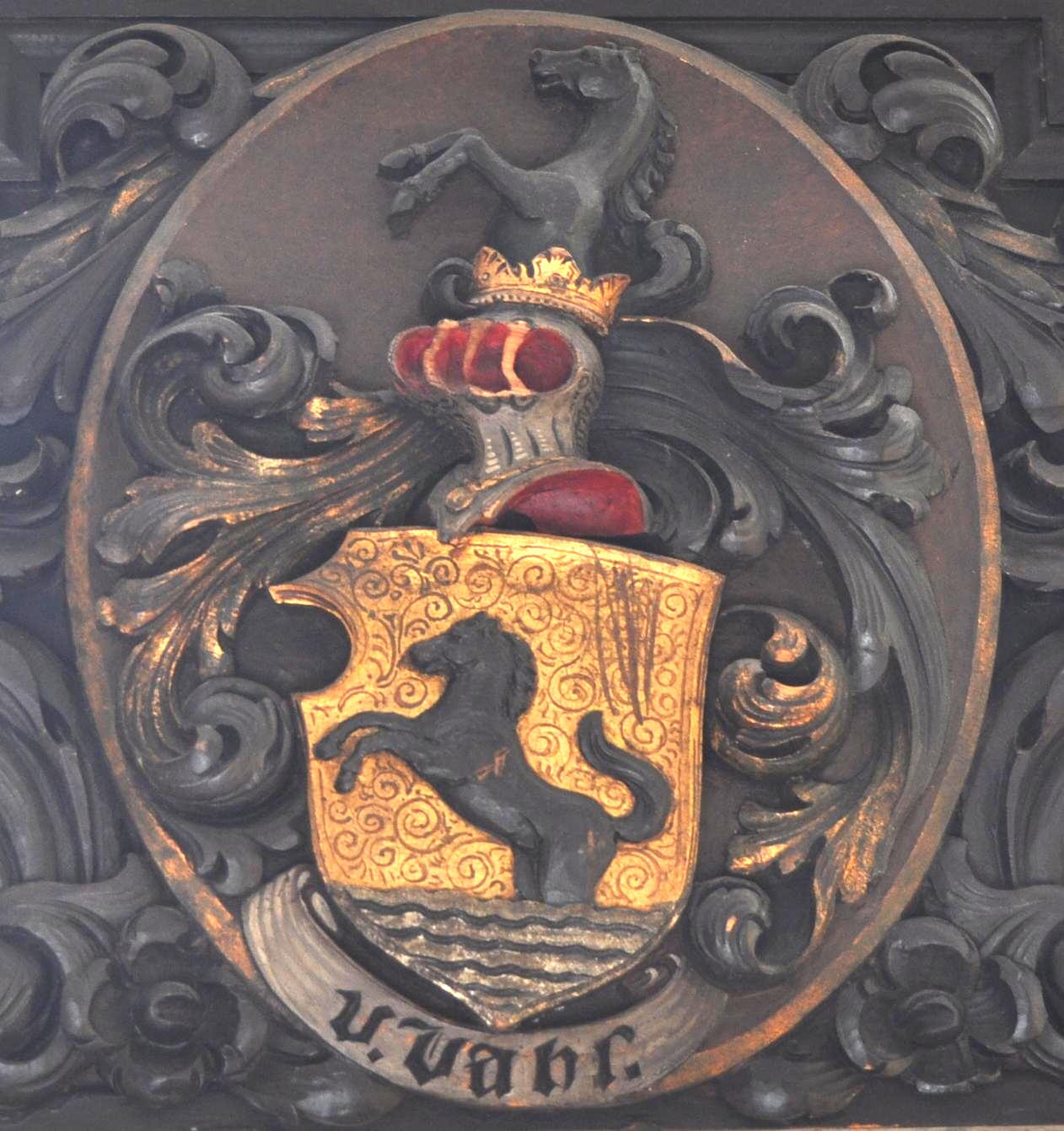
Wappen der Familie von Vahl
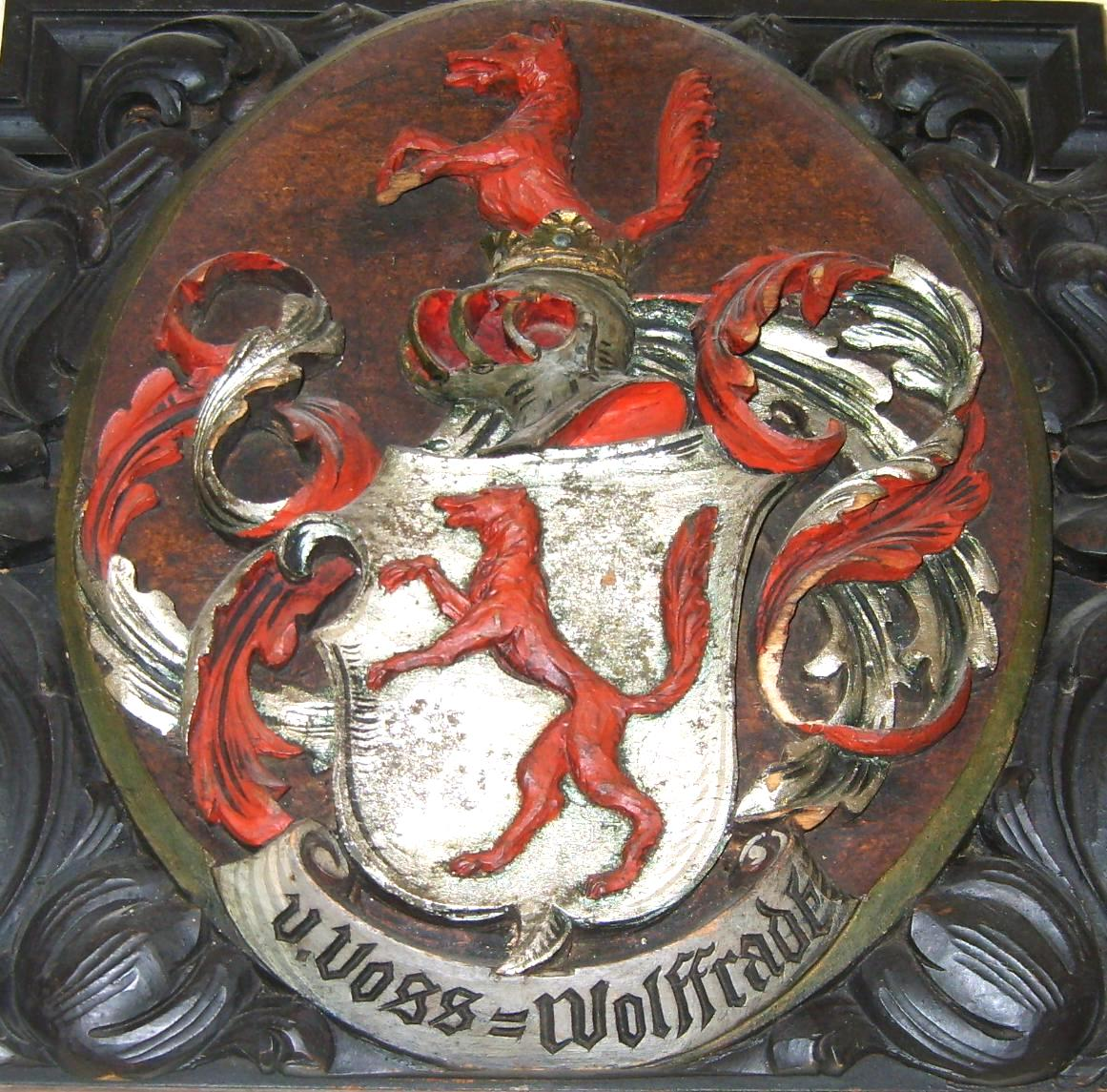
Wappen der Familie von Wolffradt